# Perichasma
Perichasma är ett släkte av tvåhjärtbladiga växter. Perichasma ingår i familjen Menispermaceae.
Kladogram enligt Catalogue of Life:
| Perichasma | \| \| Perichasma laetificata \| \| \| \| \| \| Perichasma miersii \| \| \| \| |
|            | \| \| Perichasma laetificata \| \| \| \| \| \| Perichasma miersii \| \| \| \| |
|            | Perichasma laetificata                                                        |
|            |                                                                               |
|            | Perichasma miersii                                                            |
|            |                                                                               |